# M
M \ إم \ الحرف الثالث عشر من الأبجدية اللاتينية.

## التاريخ
أتى الحرف من الحرف الفينيقي ميم وذلك من خلال الحرف اليوناني مو